# Rainbow (band)

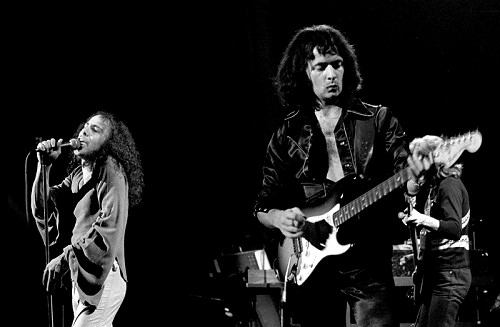
Rainbow in 1977.

Rainbow is een Brits-Amerikaanse rockgroep die in 1975 ontstond uit een samenwerkingsverband tussen Ritchie Blackmore en de Amerikaanse groep Elf.

## Geschiedenis
Vanaf 1968 was Blackmore gitarist van Deep Purple geweest. Door het licht ontvlambare karakter van Blackmore verliet hij uiteindelijk die band en maakte met Elf het album Ritchie Blackmore's Rainbow. Kort na het uitbrengen van dit album bleven alleen zanger Ronnie James Dio en Ritchie Blackmore over van de oorspronkelijke line-up. De andere leden werden vervangen. Onder meer sterdrummer Cozy Powell trad nu toe tot de band. Aanvankelijk maakte de band vrij elementaire hardrock die gekenmerkt werd door enigszins gotische invloeden. Vanaf 1978 veranderde het geluid van Rainbow. In dat jaar verliet Ronnie James Dio de groep voor Black Sabbath en trad de voormalige basgitarist van Deep Purple en tevens producent Roger Glover tot de groep toe. Vanaf dat moment neigde de groep meer van de vroege metal naar de op popmuziek geënte rock.
De samenstelling van Rainbow veranderde eigenlijk per album. Enige vaste factor in de groep was Ritchie Blackmore. In 1984 werd de groep ontbonden, Blackmore en Glover keerden terug naar hun oude band Deep Purple. Blackmore verliet de band weer in 1993 en richtte een nieuwe versie van Rainbow op, echter niet voor lang want kort daarna richtte Blackmore samen met zijn kersverse echtgenote Candice Night 'Blackmore's Night' op, waarbij zij zich richten op middeleeuwse muziek.
Voormalige leden Rondinelli, Turner en Smith gaven gehoor aan de oproep van vele fans en besloten om onder de naam Over The Rainbow weer gezamenlijk op tournee te gaan met gitarist Jürgen ("J.R.") Blackmore, zoon van Ritchie Blackmore.
In 2016 werd Rainbow weer even tot leven gewekt. Ter gelegenheid van de Monsters of Rock-festivals in Duitsland en Engeland gaf Ritchie Blackmore opnieuw enkele concerten.

## Discografie

### Albums
- Ritchie Blackmore's Rainbow (1975)
- Rising (1976)
- On stage (1977)
- Long live Rock 'n Roll (1978)
- Down to Earth (1979)
- Monsters of rock (1980)
- Difficult to Cure (1981)
- Best of Rainbow (1981)
- Straight between the eyes (1982)
- Bent out of shape (1983)
- Finyl vinyl (1986)
- Stranger in us all (1995)

### Dvd's
| Dvd's met hitnoteringen in de Nederlandse Music Top 30 | Datum van verschijnen | Datum van binnenkomst | Hoogste positie | Aantal weken | Opmerkingen                     |
| ------------------------------------------------------ | --------------------- | --------------------- | --------------- | ------------ | ------------------------------- |
| Live in Munich 1977                                    | 2006                  | 02-09-2006            | 8               | 9            |                                 |
| Black masquerade                                       | 2013                  | 31-08-2013            | 10              | 3            | als Ritchie Blackmore's Rainbow |
| Memories in rock - Live in Germany                     | 2016                  | 26-11-2016            | 6               | 13           | als Ritchie Blackmore's Rainbow |

### NPO Radio 2 Top 2000
Van Rainbow stond alleen Catch the Rainbow in 2024 in de NPO Radio 2 Top 2000, op plek 1950.

## Bezettingen
| 1975       | - Ronnie James Dio - zang - Ritchie Blackmore - gitaar - Micky Lee Soule - keyboard - Craig Gruber - bas - Gary Driscoll - drums              |
| 1976-1978  | - Ronnie James Dio - zang - Ritchie Blackmore - gitaar - Tony Carey - keyboard - Jimmy Bain - bas - Cozy Powell - drums                       |
| 1978       | - Ronnie James Dio - zang - Ritchie Blackmore - gitaar - David Stone - keyboard - Bob Daisley - bas - Cozy Powell - drums                     |
| 1979-1980  | - Graham Bonnet - zang - Ritchie Blackmore - gitaar - Don Airey - keyboard - Roger Glover - bas - Cozy Powell - drums                         |
| 1980-1981  | - Joe Lynn Turner - zang - Ritchie Blackmore - gitaar - Don Airey - keyboard - Roger Glover - bas - Bobby Rondinelli - drums                  |
| 1982       | - Joe Lynn Turner - zang - Ritchie Blackmore - gitaar - David Rosenthal - keyboard - Roger Glover - bas - Bobby Rondinelli - drums            |
| 1983-1984  | - Joe Lynn Turner - zang - Ritchie Blackmore - gitaar - David Rosenthal - keyboard - Roger Glover - bas - Chuck Burgi - drums                 |
| 1984-1993  | - Tijdelijke split/Deep Purple reünie |
| 1993-1996  | - Doogie White - zang - Ritchie Blackmore - gitaar - Paul Morris - keyboard - Greg Smith - bas - John O'Reilly - drums                        |
| 1996-1997  | - Doogie White - zang - Ritchie Blackmore - gitaar - Paul Morris - keyboard - Greg Smith - bas - John Miceli - drums                          |
| 2009-heden | Over The Rainbow: - Joe Lynn Turner - zang - Jürgen Blackmore - gitaar - Tony Carey - keyboards - Greg Smith - bas - Bobby Rondinelli - drums |